# Котека

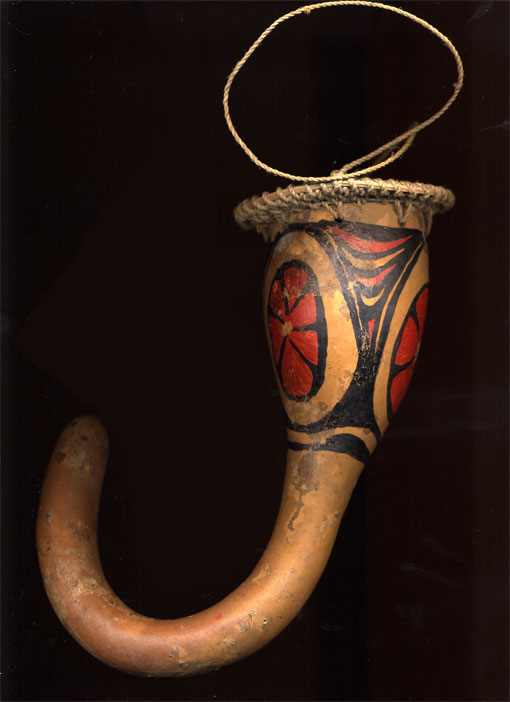
Котека — сувенир

Котека (koteka), или холим (holim) — своеобразный футляр для пениса (фаллокрипт), который традиционно носят мужчины некоторых (в основном, высокогорных) этнических групп папуасов в Новой Гвинее, чтобы прикрывать гениталии. Обычно их делают из плода высушенной лагенарии обыкновенной (Lagenaria siceraria), хотя могут использоваться плоды и других растений, например из кувшинки хищного растения из рода Непентес (непентеса удивительного). К основанию котеки прикреплена небольшая петля из растительного волокна, которую надевают вокруг мошонки. Вторая петля надевается вокруг груди или живота и прикреплена к основной части котеки. 
Мужчины выбирают себе котеки, похожие на те, что носят остальные мужчины в их культурной группе. Например, племя яли предпочитает длинные тонкие котеки, которые удерживаются на месте с помощью нескольких ротанговых обручей, носимых на пояснице. Мужчины из Тиома носят две тыквы, удерживаемые полоской ткани и используют пространство между тыквами для ношения мелких предметов — например, монет или табака.

## Разновидности

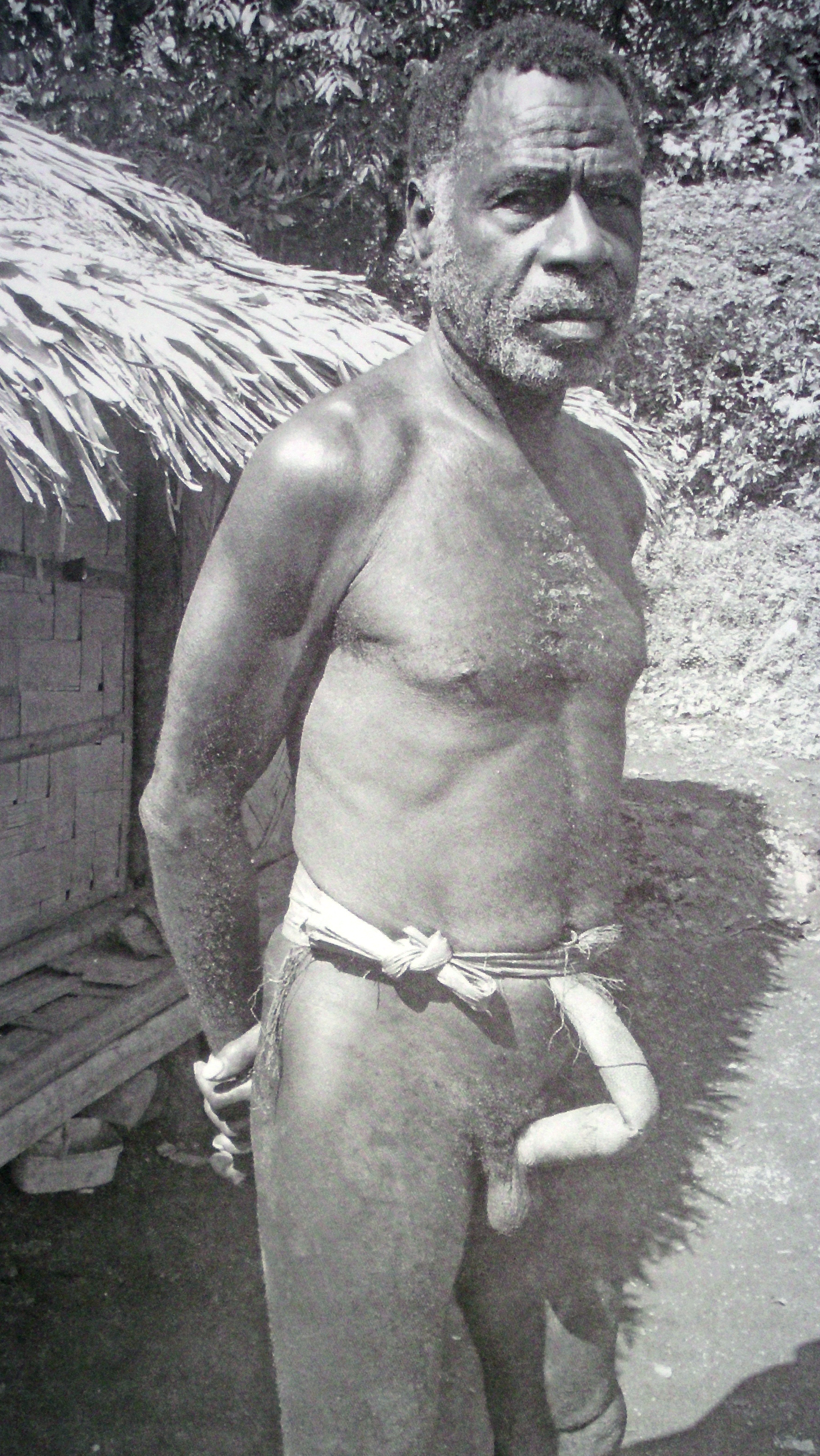
Разновидность котека, используема в деревне Бунлап на острове Пентекост (Вануату)

Существует большое разнообразие котек, различающихся по форме и длине. Мальчики и мужчины могут носить прямые и короткие котеки, длина которых варьируется от 10 до 20 см (их, как правило, носят во время какой-то энергичной работы или же во время боя). Существуют и более длинные, прямые котеки, длина которых достигает 60 и более сантиметров (то есть могут быть выше плеча), а также средние по длине изогнутые котеки. По котекам, как правило, можно определить принадлежность человека к тому или иному племени. Например, представители племени яли (Yali) носят длинные, тонкие фаллокрипты, в то время как представители племени тиом (Tiom) носят двойные котеки, в пространстве между которыми переносят небольшие предметы, например деньги или табак. Мальчики начинают носить котеки, как правило, с 4—5 лет и носят непрерывно на протяжении всей жизни, снимая их только во время мочеиспускания и полового контакта.

## Использование
Котеки, украшенные перьями, бисером, ракушками, надевают во время традиционных церемоний. Наиболее искусно сделанные котеки продают в качестве сувениров туристам, они далеко не всегда похожи на те, что используются на церемониях.

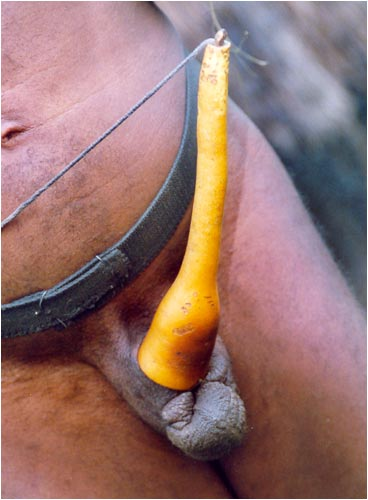

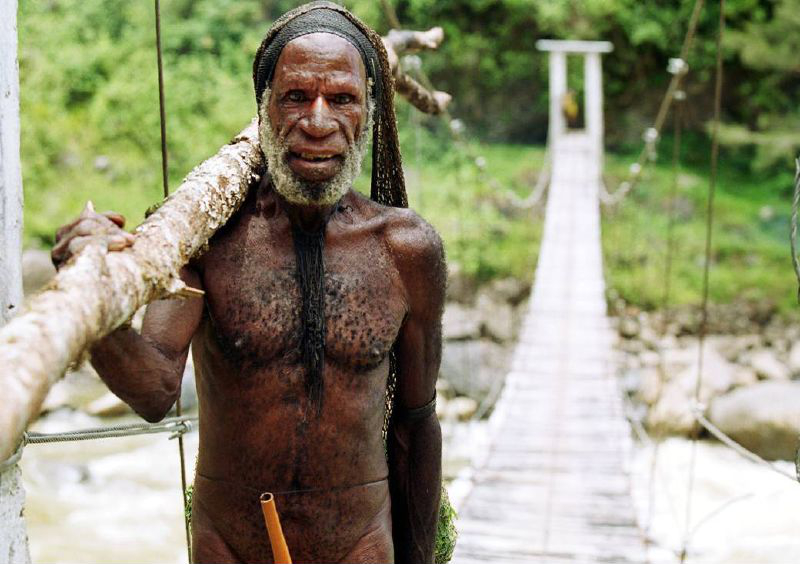
Мучжина-папуас, носящий котеку

Фаллокрипт может быть просто украшением, висящим на мужских гениталиях как часть культуры, для церемониального использования или просто для красоты. 

## Культурное значение
Котека — это традиционная одежда некоторых высокогорных племён Новой Гвинеи. Котеки носят без другой одежды, подвешенными в направленном вверх положении.
В практическом применении котека защищает пенис от опасных сильных порезов длинными острыми листьями растений при движении в джунглях.
В целом котеки не имеют какого-либо символического значения. Они лишь используются для прикрытия гениталий мужчины, однако среди отдельных племён папуасов им находится и другое применение. Например, представители народности эипо (Eipo), когда очень разозлены или боятся чего-то, хватаются руками за котеки. Иногда они даже ослабляют верёвку, за счёт которой котека держится на теле, и, подпрыгивая, размахивают котекой, очевидно провоцируя врага.
Многие племена можно различить по способу, которым они носят котеки: направленными прямо вбок, прямо вверх или под определённым углом. Диаметр котеки также служит отличительным признаком. Вопреки распространённому мнению, практически не существует связи между размером котеки и социальным статусом её владельца. Котеки разных размеров служат для разных целей: очень короткие надевают когда собираются выполнять какую-то работу, а более длинные и искусно сделанные — по случаю праздника. Котеку изготавливают из специально выращенной тыквы, к которой, чтобы она лучше вытягивалась по мере роста, привязывают тяжесть в виде камня. Желаемую кривизну тыкве придают, перетягивая её шнурами, чтобы ограничить рост в определённых направлениях. В результате тыква может принять весьма причудливую форму. После созревания тыквы из неё выскабливают сердцевину и высушивают. Иногда плод пропитывают пчелиным воском или смолой местных растений. Котека может быть раскрашенной, а также иметь украшения в виде ракушек, перьев и т. п.
Социолингвистически и политически термин «котека» в наши дни служит названием племенных групп, населяющих высокогорные местности Новой Гвинеи. Например, в Западном Папуа в настоящее время существует «Ассоциация племён Котека» (Koteka Tribal Assembly). Раньше термин «котека» никогда не использовался для обозначения социальной или этнической группы.
Обычно предполагается, что в ношении котеки имеется элемент демонстрации сексуальной силы, однако сами аборигены утверждают, что носят их только чтобы прикрывать.

## Попытки запрещения
В 1971—1972 годах индонезийское правительство проводило так называемую «Operasi Koteka» (операцию «Котека»), которая предусматривала попытки убедить людей носить шорты и рубашки, потому что такая одежда более «современна» (специально для закупки одежды для папуасов индонезийское правительство ежегодно выделяло около 100 млн индонезийских рупий). Тем не менее, поскольку у людей не было ни сменных комплектов одежды, ни мыла, чтобы стирать, нестираная одежда стала вызывать кожные заболевания.
Кроме того, программа включала в себя строительство дорог, рыбных прудов, внедрение новых сельскохозяйственных культур (прежде всего, риса). Таким образом, её основной целью было повышения уровня жизни коренных жителей провинции. В конечном счёте, правительственная программа не нашла поддержки среди местных папуасов и была отменена. 